# Marija Žarak
Marija (Maca) Žarak, (Benkovac, 1938. – Split, 22. kolovoza 2017.), hrvatska kostimografkinja i istaknuta članica ULUPUH-a

## Životopis
Rođena je 1938. u Benkovcu. Od 1963. djeluje kao kostimografkinja. S radom počela u Studentskom eksperimentalnom kazalištu s predstavama Ars longa vita brevis i Viet Rock. Bitan trag ostavila je u prvom razdoblju Teatra &TD. Gostovala je i surađivala u brojnim hrvatskim kazalištima i kazalištima susjednih zemalja. Od 1979. do kraja života živjela je i radila u Splitu kao kostimografkinja HNK Split.Kreacijama je uz tu kuću bila prisutna sve do 2017. godine.

## Nagrade
Za svoj rad nagradena je nizom priznanja. Najznačajnije nagrade su:
- na Festivalu studentskih kazališta u Arezzu (1968.) za predstavu Ars longa vita brevis
- Nagrada Sedam sekretara SKOJ-a (1970.)
- na Petnaestom zagrebačkom salonu (1979.) za kreaciju u Shakespeareovoj drami Mjera za mjeru, redatelj G. Paro, SNG Ljubljana
- Nagrada Gavellinih večeri (1986.) za Diderot-Kunderina Jacquesa fatalista, redatelj D. Radojević, HNK Split
- Nagrada Marul (1993.) za kostimografiju predstave Vuci Nehajeva-Gašparovića, redatelj Želimir Mesarić
- Nagrada hrvatskog glumišta za najbolju kazališnu kostimografiju (1993.)
- Nagrada Marul (1994.) za Krležinu Ledu, režija Ž. Orešković
- Nagrada Hrvatskog glumišta (1993.) za najbolje umjetničko postignuće
- Red Danice hrvatske s likom Marka Marulica 1996.
- Biennalna nagrada Rudolf Bunk (2003.)
- Nagrada za najbolju kostimografiju Festivalu hrvatske drame za djecu, predstava Pupoljak Lade Martinac Kralj, redateljice Vedrane Vrhovnik, GKL Split (2010.)

## Vanjske poveznice
- ULUPUH  Arhivirana inačica izvorne stranice od 26. kolovoza 2017. (Wayback Machine) Stranice članova: Marija Žarak